# Intercity 2 (Deutsche Bahn)

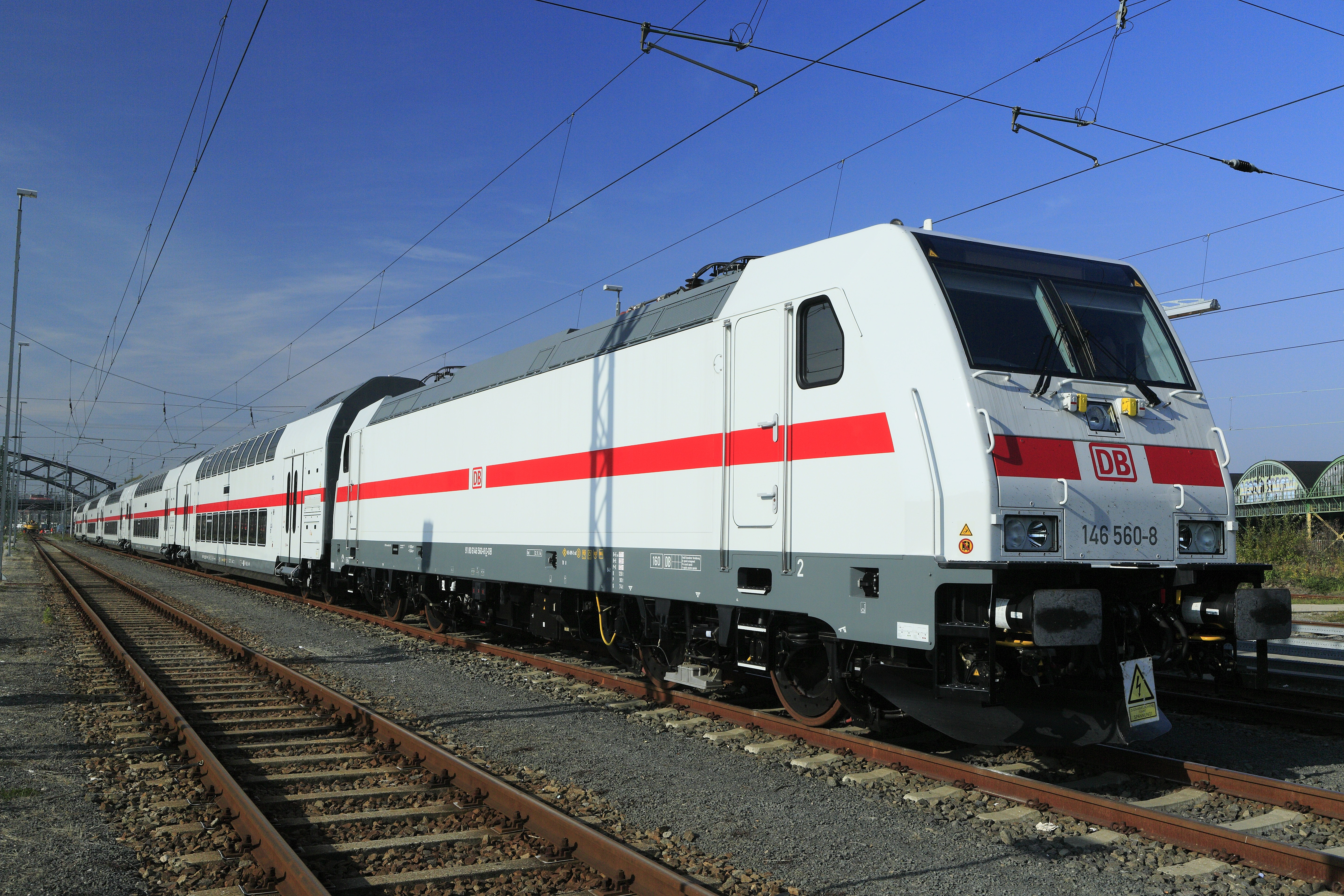
Bombardier-Twindexx-Zugverband mit farblich passender Lokomotive der Baureihe 146.5 im Oktober 2015

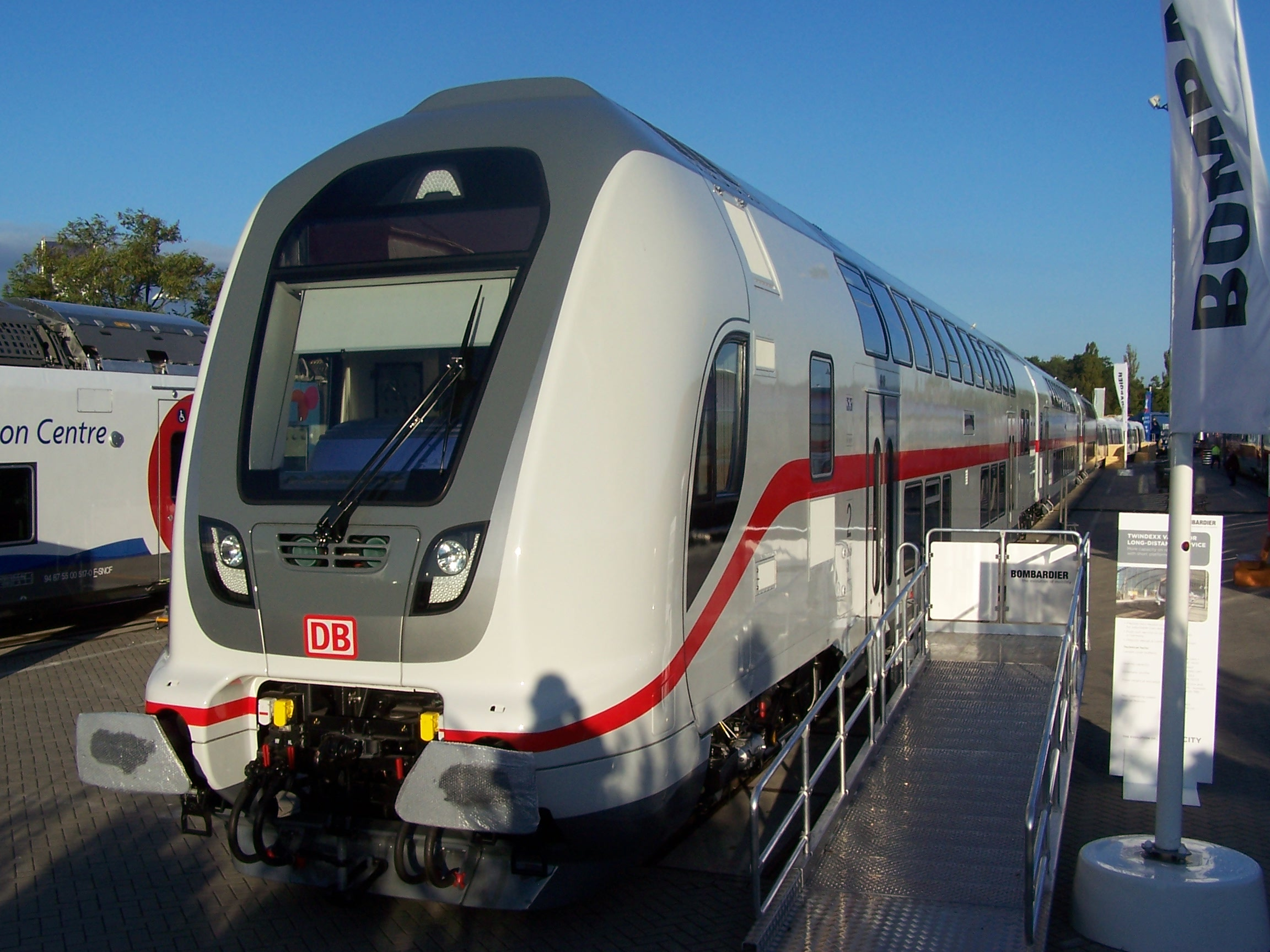
Twindexx Vario als „Intercity 2“-Steuerwagen auf der Innotrans im September 2014

Unter dem Namen Intercity 2, kurz IC2, vermarktet DB Fernverkehr ihre doppelstöckigen Intercity-Züge, die seit Dezember 2015 in Betrieb sind.

## Bombardier Twindexx

### Bestellung und Auslieferung

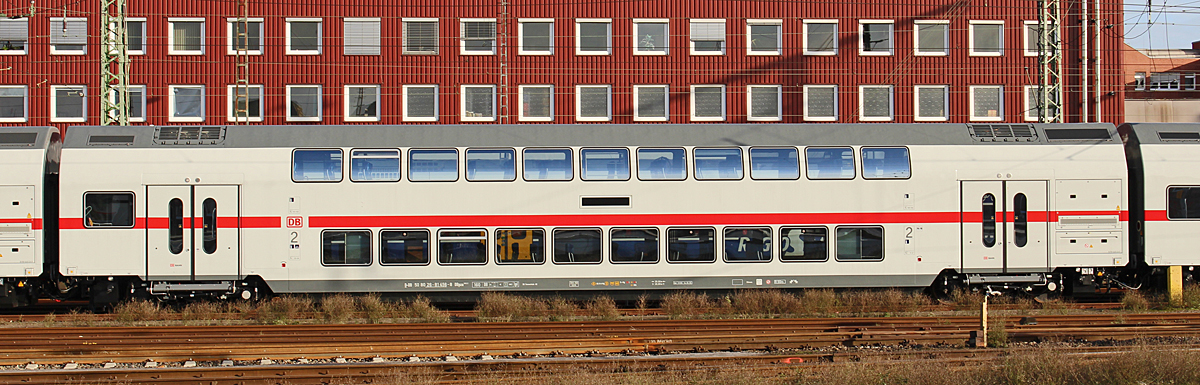
Doppelstockwagen der 2. Klasse (DBpza 682.2)

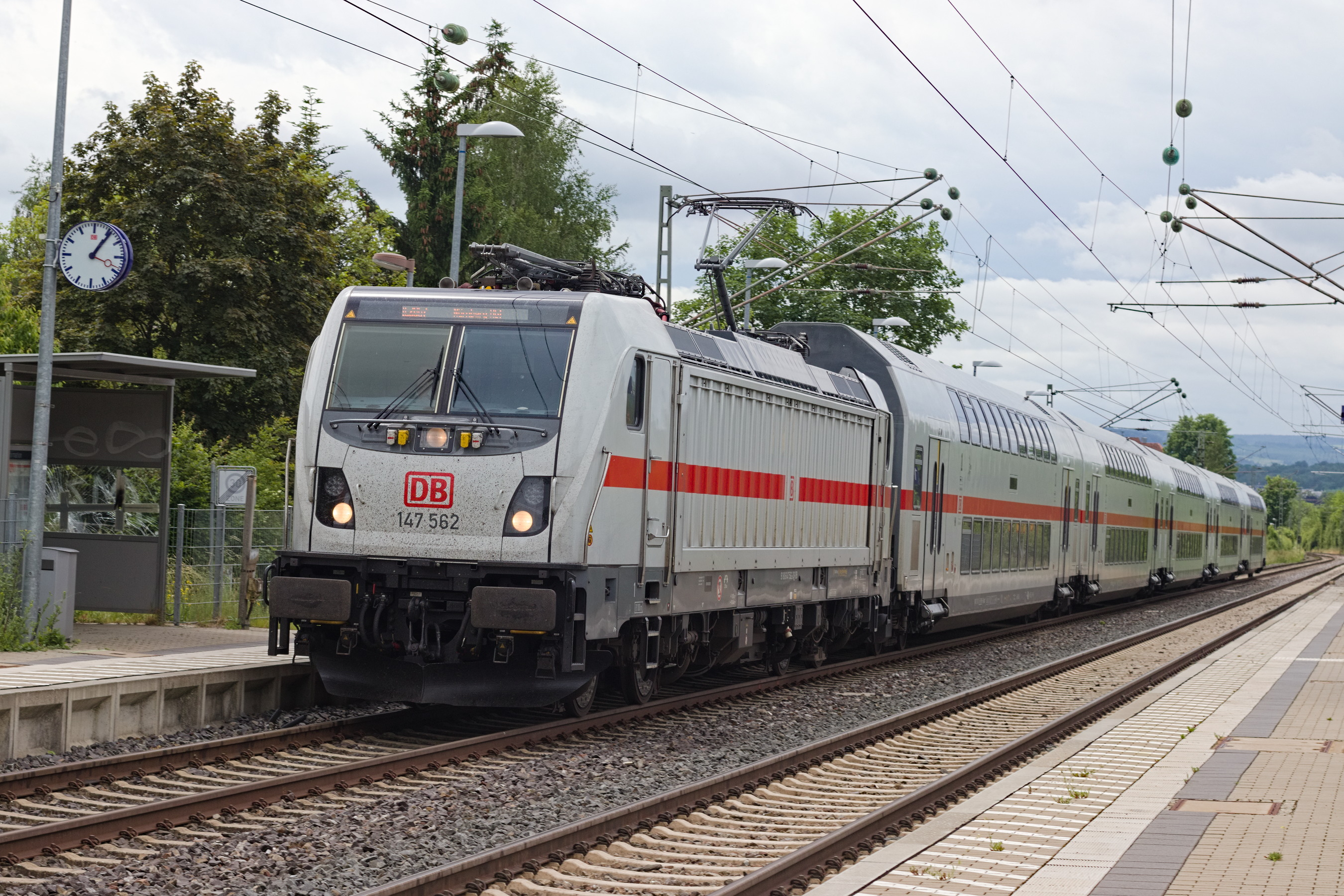
IC-2-Garnitur mit einer Lokomotive der Baureihe 147.5

Durch die zunehmende Überalterung des vorhandenen Wagenparks bedrängt, entschied die DB Fernverkehr 2011, ihre IC-Flotte mit Doppelstock-Zügen zu ergänzen. Um dies kurzfristig umzusetzen, nutzte die DB eine Option auf Doppelstockwagen des Typs Bombardier Twindexx Vario, die ursprünglich für DB Regio vorgesehen waren und bestellte bei Bombardier eine für den Fernverkehr adaptierte Variante dieser Wagen mitsamt Loks.
Der Wert des 2011 an Bombardier Transportation vergebenen Auftrags wurde mit 362 Millionen Euro beziffert. Die Kosten eines Zuges mit fünf Wagen und einer Lokomotive der Baureihe 146.5 betrugen 17 Millionen Euro.
Auf der InnoTrans 2014 wurden die ersten Wagen der Öffentlichkeit vorgestellt. Erste Prototypen wurden im Herbst 2014 in Berlin und Leipzig präsentiert. Es gab vielfach Kritik, wie z. B. ein zu geringes Angebot an Stellfläche für Reisegepäck, geringerer Sitzkomfort oder das Fehlen eines Bistro- oder Speisewagens.
Im Jahr 2011 war geplant, 2013 die ersten Doppelstockwagen einzusetzen. Dieser Termin wurde mehrfach verschoben. Bombardier begründete die Lieferverzögerungen mit der Zulassung durch das Eisenbahn-Bundesamt, in deren Rahmen mehrfach zusätzliche Nachweise gefordert worden seien. Im Juli 2015 wurden die Doppelstockwagen in verschiedenen Bahnhöfen präsentiert, u. a. in Düsseldorf und Leipzig. Die Zulassung durch das Eisenbahn-Bundesamt erfolgte im September 2015, anschließend begann die Übergabe der Fahrzeuge an die DB Fernverkehr und die Personalschulung.
Im Januar 2017 waren 25 Züge ausgeliefert. Ursprünglich war die Lieferung des ersten Loses von 27 Zügen bis Ende 2013 vorgesehen.
Im September 2013 bestellte die Bahn weitere 17 Doppelstock-IC mit einem Auftragswert von 293 Millionen Euro. Auf der Strecke von Stuttgart in Richtung Schweiz wurden diese Züge vorübergehend mit Lokomotiven der Baureihe 146 bespannt, ab 2019 sollten Schweiz-fähige Maschinen der Baureihe 147 eingesetzt werden, was allerdings nicht geschah.
Ende März 2017 erfolgte ein weiterer Abruf der Deutschen Bahn über 25 zusätzliche Intercity-Doppelstockzüge. Im Januar 2020 verweigerte die DB Fernverkehr die Abnahme der 25 Züge des 2017 bestellten Teils der 2. Serie wegen Softwareproblemen.
| Bestellung | Einsatzbeginn | Steuerwagen | Mittelwagen | Summe |
| ---------- | ------------- | ----------- | ----------- | ----- |
| 2011       | Dezember 2015 | 27          | 108         | 135   |
| 2013       | Dezember 2018 | 17          | 68          | 85    |
| 2017       | Dezember 2020 | 26          | 104         | 130   |

### Aufbau und technische Daten
Die ohne Lokomotive 134,50 Meter langen Wagenparks werden aus fünf Wagen gebildet: Neben einem Steuerwagen („Servicewagen“, Bauart DBpbzfa 668.2, Ordnungsnummer 1) sind drei Mittelwagen zweiter Klasse (DBpza 682.2, Ordnungsnummern 2–4) und ein Mittelwagen erster Klasse (DApza 687.2, Ordnungsnummer 5) eingereiht. Angetrieben wird jeder Zug von einer auf 160 km/h ausgelegten Elektrolokomotive vom Typ Bombardier Traxx, je nach Konfiguration kommt die Baureihe 146 oder 147 (= Traxx 3) zum Einsatz.
Die Züge haben eine Höchstgeschwindigkeit von 160 km/h. Die Deutsche Bahn strebte zunächst eine spätere Zulassung für eine Höchstgeschwindigkeit von 185 km/h an. Da der IC 2 gemäß Angaben der Deutschen Bahn kaum auf Strecken mit mehr als 160 km/h Höchstgeschwindigkeit zum Einsatz kommt und somit der potentielle Zeitvorteil marginal wäre, wurde dies nicht weiter verfolgt. Überdies seien höhere Geschwindigkeiten auch wegen ETCS teuer in der Zulassung sowie für Doppelstockzüge beispielsweise wegen des Energieverbrauchs und Seitenwind-Empfindlichkeit problematisch. So mache der kostengünstige IC 2 mit gemäßigter Geschwindigkeit eine Aufrechterhaltung sowie Ausweitung des Fernverkehrs auf ländliche Routen finanzierbar, während auf schnellen Routen der Einsatz von ICE-Triebzügen mit größerer Höchstgeschwindigkeit effektiver sei.
Die Züge verfügen über 468 Sitzplätze, davon 70 in der ersten Wagenklasse sowie sechs Klappsitze. Für die Fahrradmitnahme stehen insgesamt neun reservierungspflichtige Stellplätze zur Verfügung, davon sechs im Steuerwagen und jeweils einer in den übrigen drei Wagen der zweiten Klasse. Die Züge verfügen unter anderem über Kopfpolster, Fußstützen, LTE-fähige Mobilfunkverstärker und Steckdosen. Ab 2019 wurde mit der Integration eines WLAN-Systems in die IC2-Flotte begonnen.
Laut DB-Angaben zur Einführung war die Nachrüstung eines Bordrestaurants „wahrscheinlich“ vorgesehen, ist jedoch nicht erfolgt. Stattdessen erfolgt auf einzelnen Streckenabschnitten eine Bewirtung in beiden Klassen am Platz. Unter dem Namen IC Café-Team bieten Mitarbeiter den Reisenden Kalt- und Heißgetränke, Snacks sowie Backwaren an. Anfangs wurde dieser Service durch das Catering-Unternehmen LSG Sky Chefs realisiert. Seit dem Fahrplanwechsel im Winter 2021 haben Mitarbeiter der DB Fernverkehr übernommen.
Die Ein- und Ausstiege verfügen im Steuerwagen über 1300 mm und in den Mittelwagen 1800 mm lichte Weite. Der Einstieg in den Steuerwagen ist auf 55-Zentimeter-Bahnsteigen barrierefrei über eine Spaltüberbrückung möglich, für Höhen zwischen 38 und 76 Zentimeter ist eine Rampe vorgesehen. Ein barrierefreier und ebenerdiger Einstieg in den Steuerwagen ist also hier nur für den Unterstock möglich. Dort ist auch eine barrierefreie Toilette vorhanden. Der Oberstock ist nicht barrierefrei und nur durch zwei Treppen erreichbar, hier sind Sitzplätze sowie ein Kinderspielbereich vorhanden. Bei allen Mittelwagen (und damit auch dem einzigen Wagen der ersten Klasse) sind beim Einstieg immer Treppen zu überwinden, vom Eingangsbereich aus sind alle Sitzplätze im Unter- und Oberstock nur über weitere Treppen zu erreichen. Die Einstiege in den Wagen sind knapp 1,90 Meter breit, in den Mittelwagen teilt ein Handlauf die Einstiege in zwei Teile. In der zweiten Klasse ist eine Kniefreiheit von 820 Millimetern vorgesehen, in der ersten Klasse von 910 Millimetern.
Die Bauweise als Doppelstockwagen führt zu einigen Einschränkungen gegenüber den zuvor eingesetzten einstöckigen Fahrzeugen. So sind wegen der geringen Innenraumhöhe und des lichtraumbedingten Knicks im Wagenkasten nur kleine Gepäckablagen über den Sitzen möglich, auf denen größere Gepäckstücke nicht verstaut werden können. Auch die Luftkanäle der Klimaanlage müssen aus Platzgründen im Fußbereich des Innenraums an den Wänden entlanggeführt werden, wodurch der Fußraum bei den Plätzen am Fenster stark eingeschränkt ist.
Die erste Serie wurde mit Lokomotiven der Baureihe 146.5 ausgestattet. Der Einsatz der ersten Serie erfolgt vor allem auf den Strecken in Niedersachsen sowie nach Leipzig und Dresden.
Die zweite Serie wird von Lokomotiven der Baureihe 147.5 traktioniert. Das Haupteinsatzgebiet für das erste Los von 17 Zügen der zweiten Serie liegt in Baden-Württemberg. Die Züge sollten für den Verkehr mit der Schweiz mit ETCS ausgestattet werden, doch dessen Zulassung durch die Schweiz wurde vom Hersteller nicht erlangt.
Die Kilometerkosten der Fahrzeuge betragen laut Angaben der Deutschen Bahn 18 Euro je Kilometer, bei alten Reisezügen lägen sie bei 25 Euro je Kilometer.
Im Januar 2020 verweigerte die Bahn als Konsequenz vielfacher Probleme die Abnahme von 25 neuen Zügen, da sich die Baureihe im Betrieb seit 2015 als sehr störanfällig herausgestellt hatte und vielfach Verspätungen provozierte.
Der Abnahmestopp der letzten IC-2-Züge durch die Deutsche Bahn wurde 2023 aufgehoben, nun sollten die restlichen Züge der zweiten Serie und ein zusätzlicher Zug von nunmehr Alstom geliefert und bis Ende 2024 abgenommen werden.[veraltet]
Dazu müssen die Züge aber eine bestimmte Laufleistung störungsfrei gelaufen sein. Es gibt technische Verbesserungen, auch wurden die Züge mit WLAN ausgerüstet. Statt einer Zugsicherungsanlage vom Typ EBICAB wird ab 2026 eine Atlas EVC 3 eingebaut. Ab 2027 sollen die bisher gelieferten Züge entsprechend nachgerüstet werden.

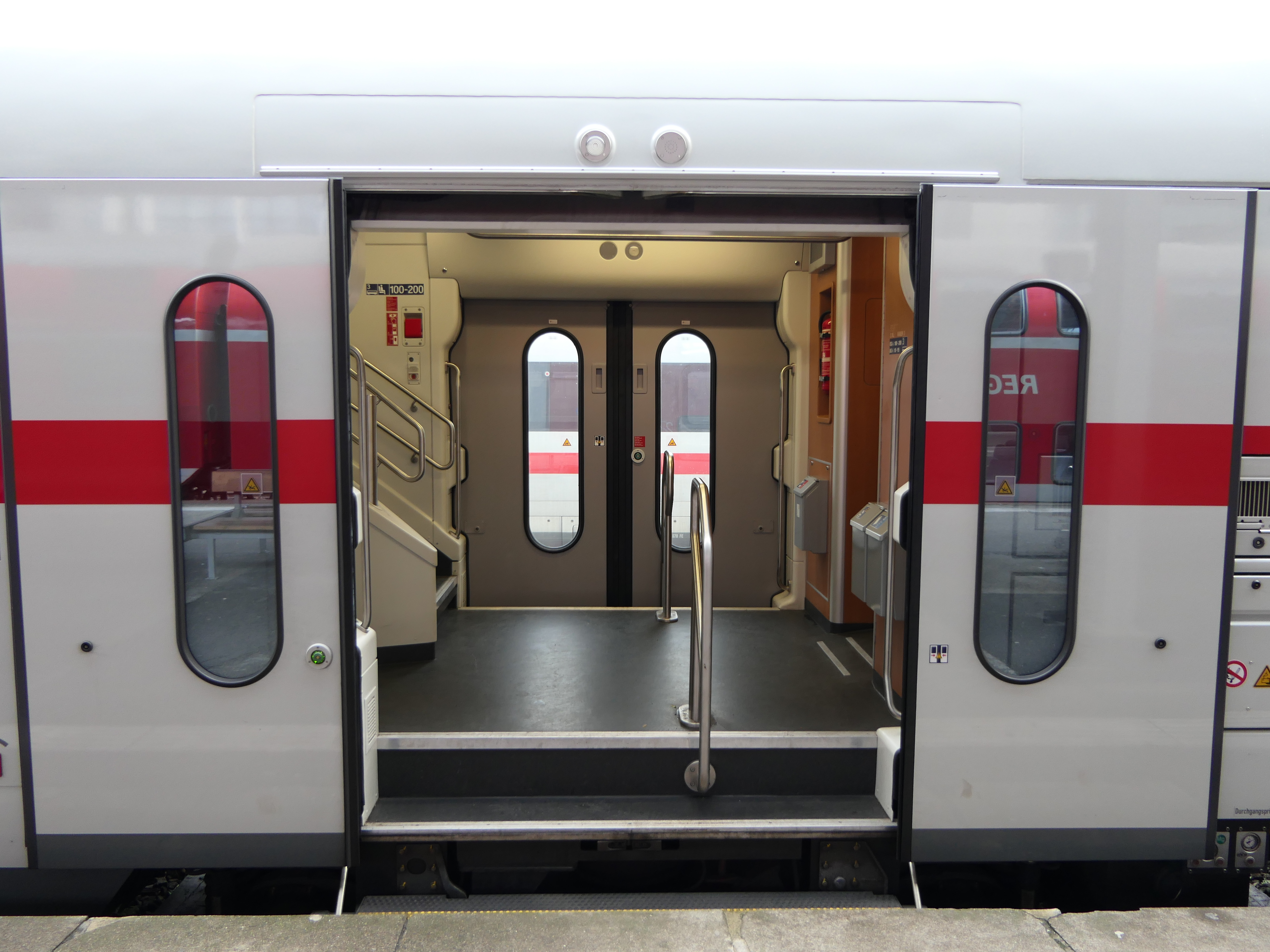
Einstiegsbereich
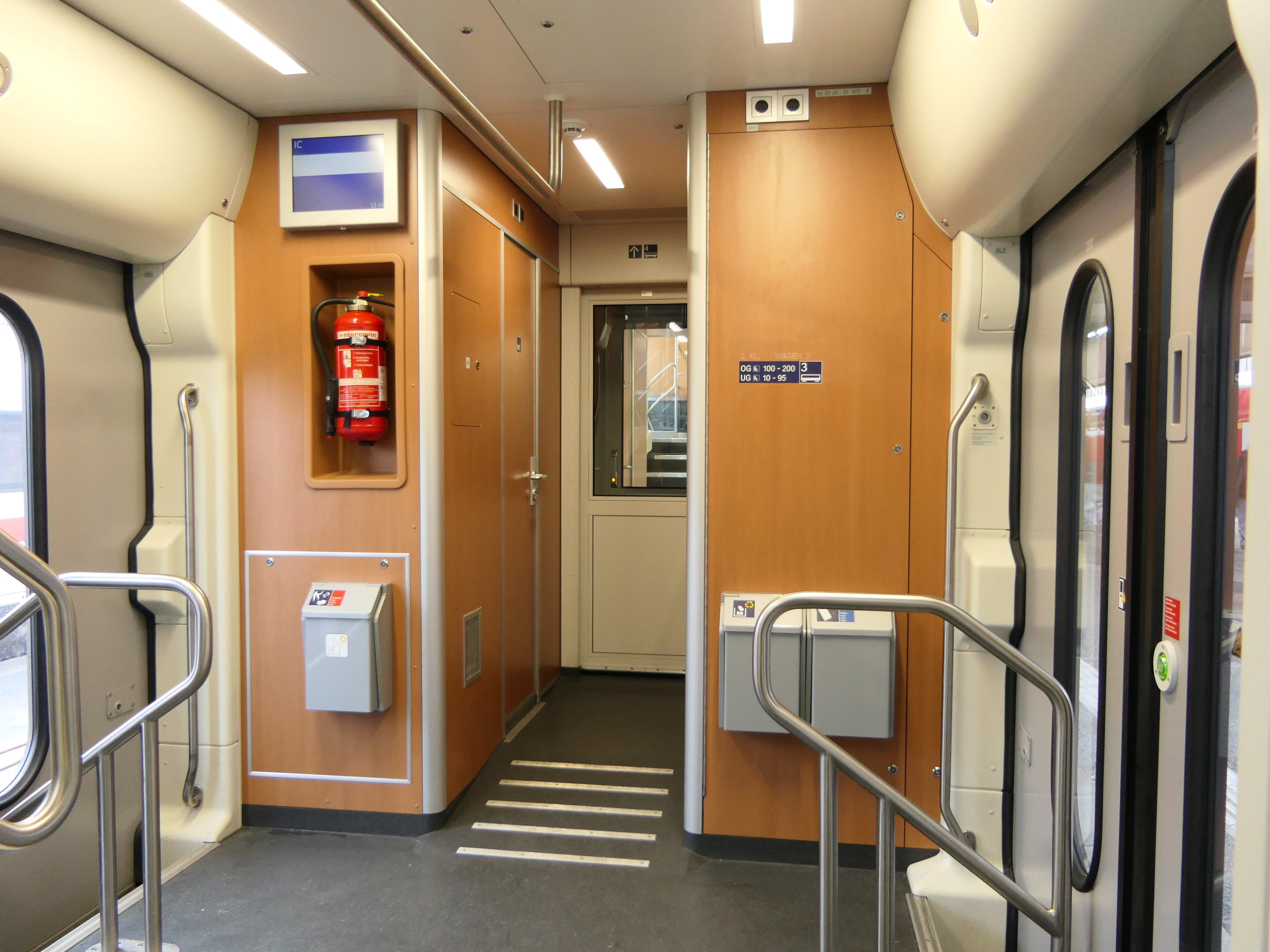
Durchgang zwischen zwei Wagen
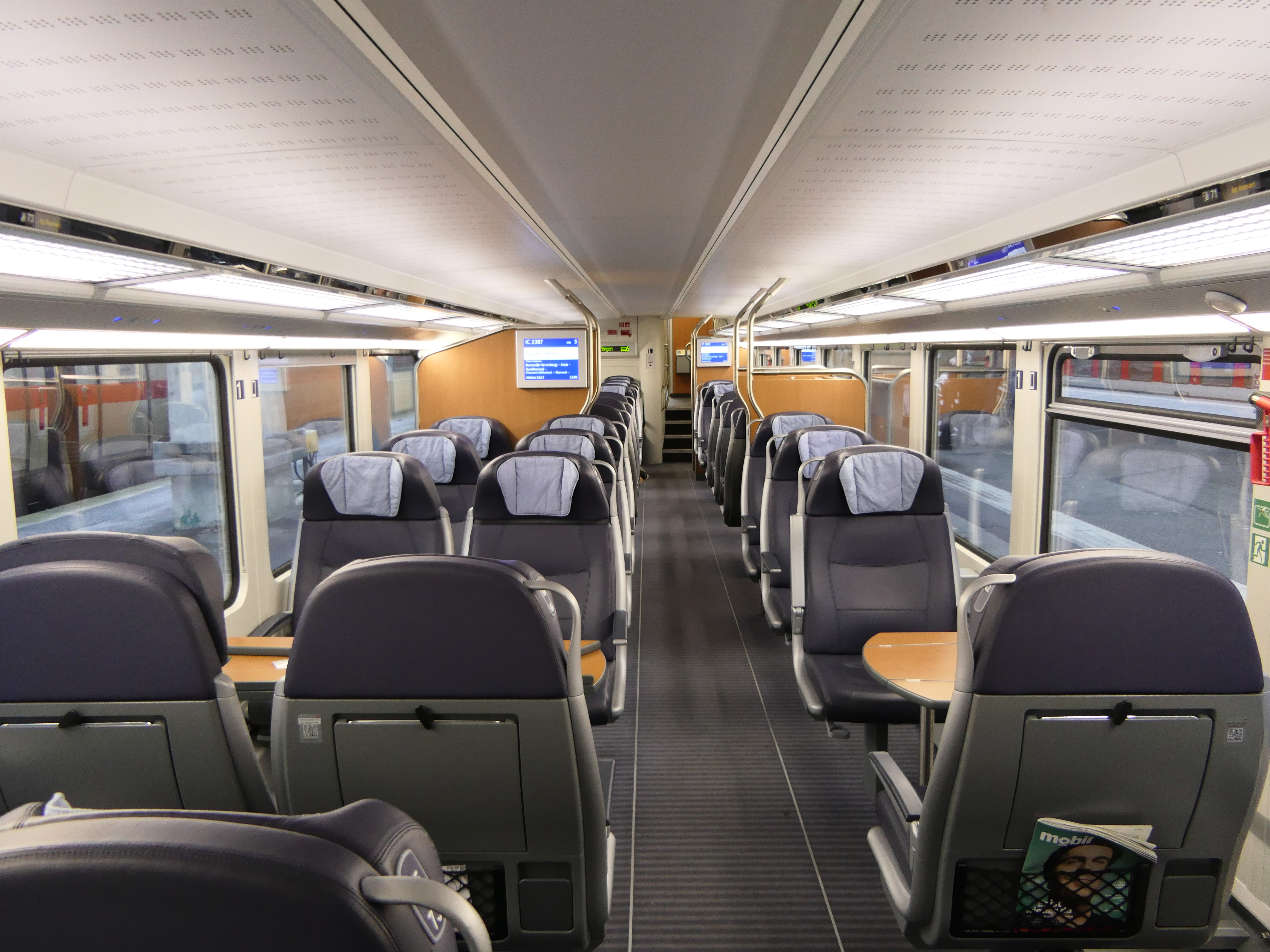
1. Klasse Unterstock
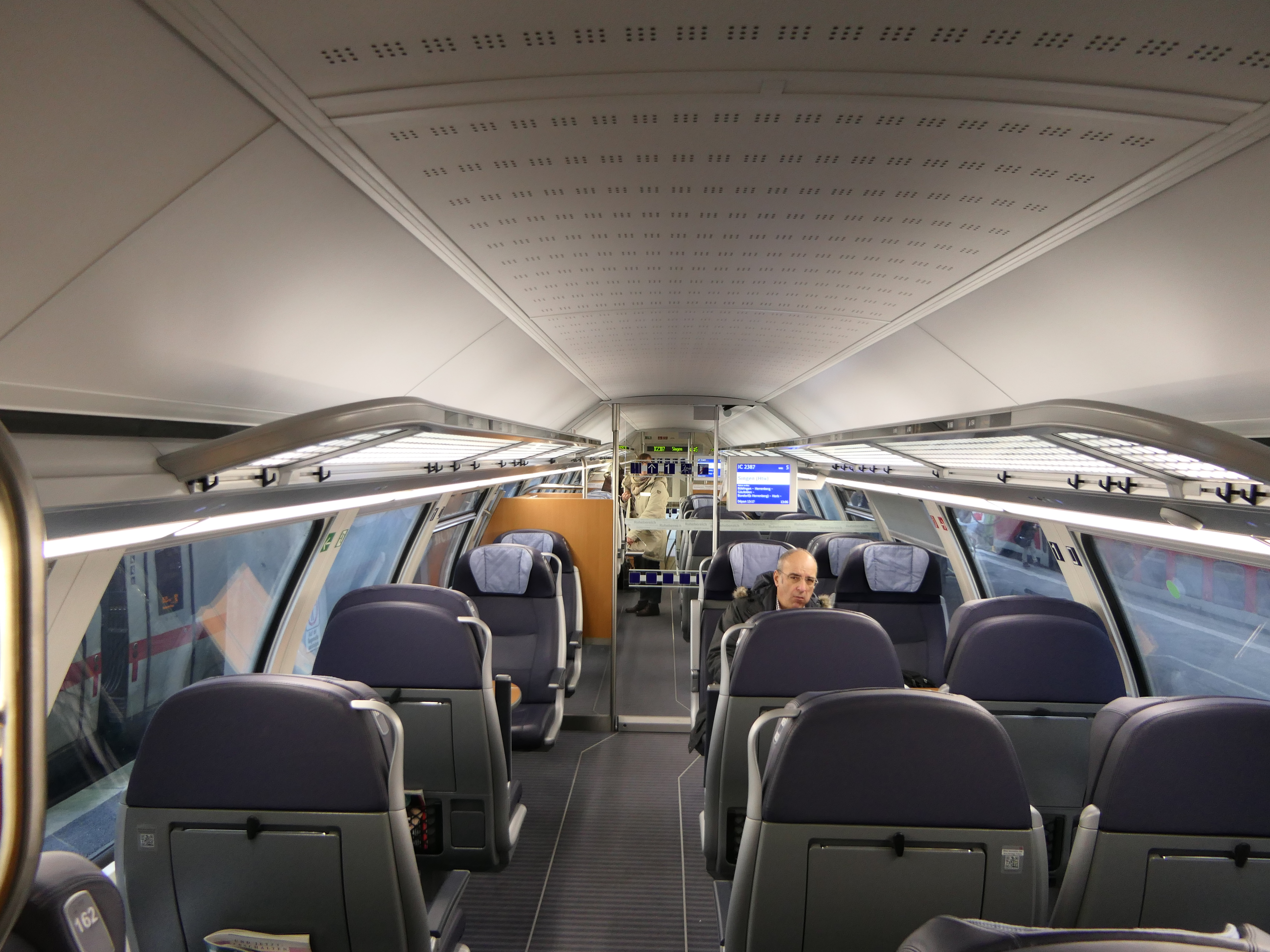
1. Klasse Oberstock
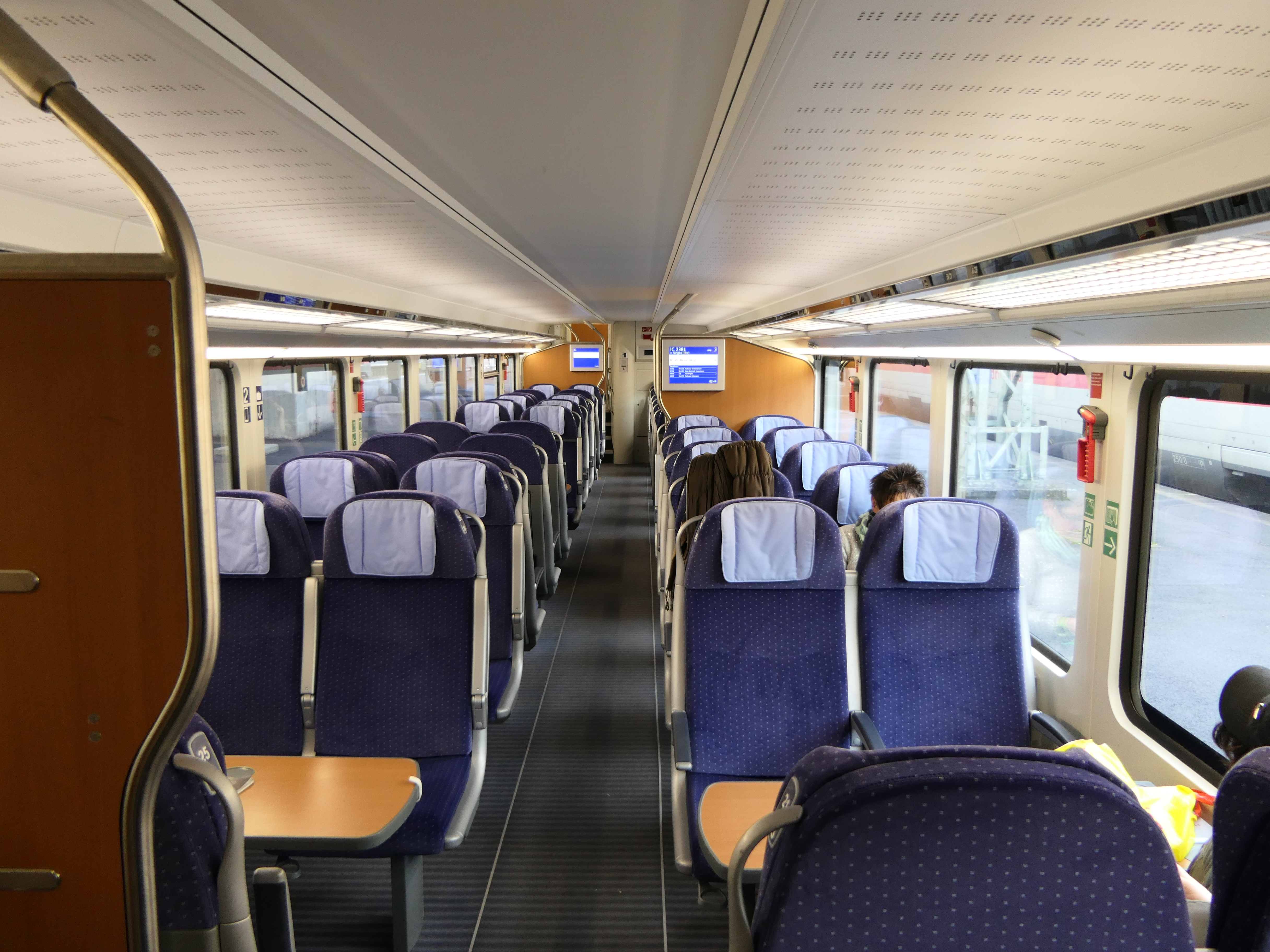
2. Klasse Unterstock
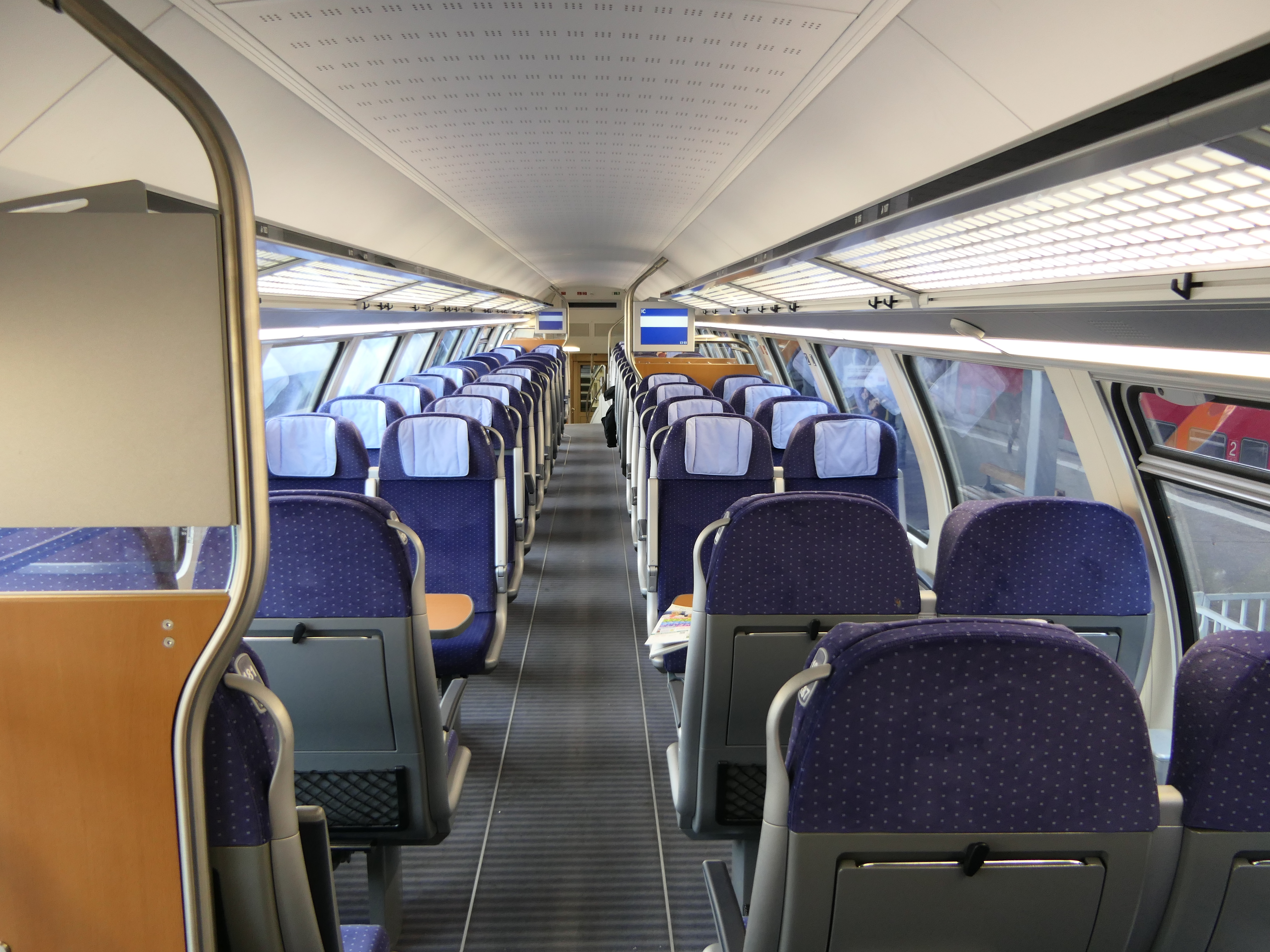
2. Klasse Oberstock
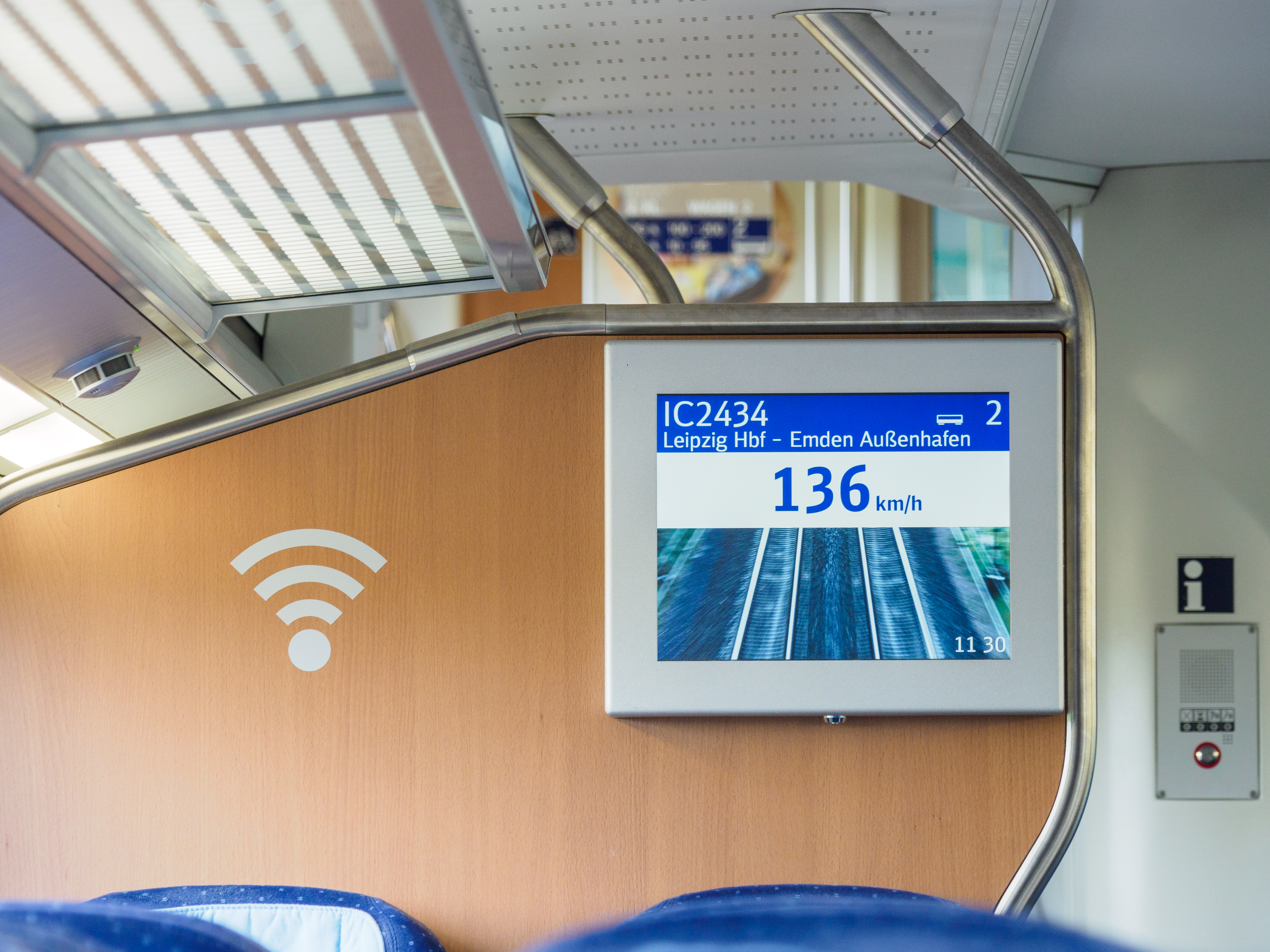
Info-Display und WLAN-Symbol
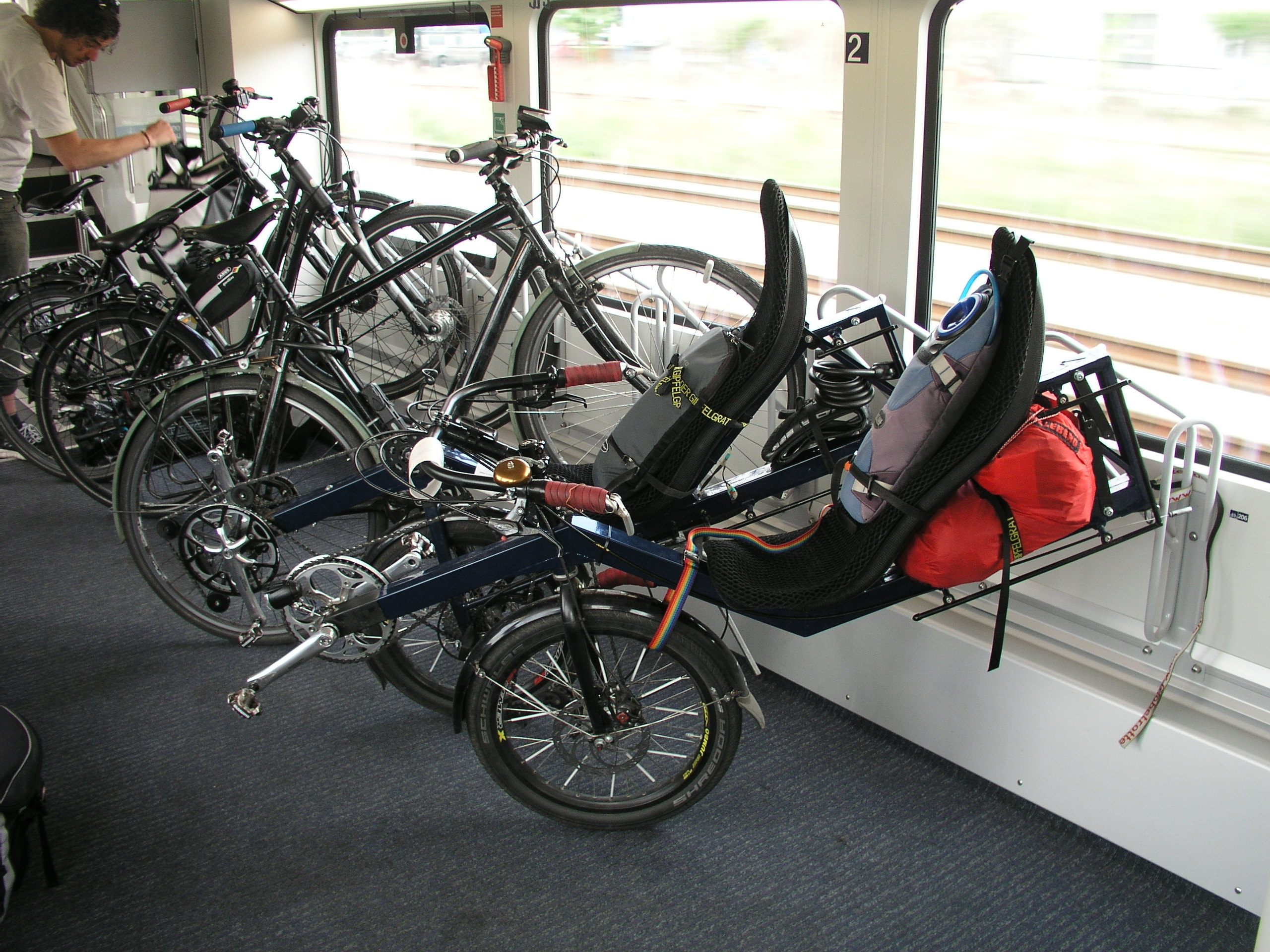
Fahrradabteil im Steuerwagen

### Einsatz

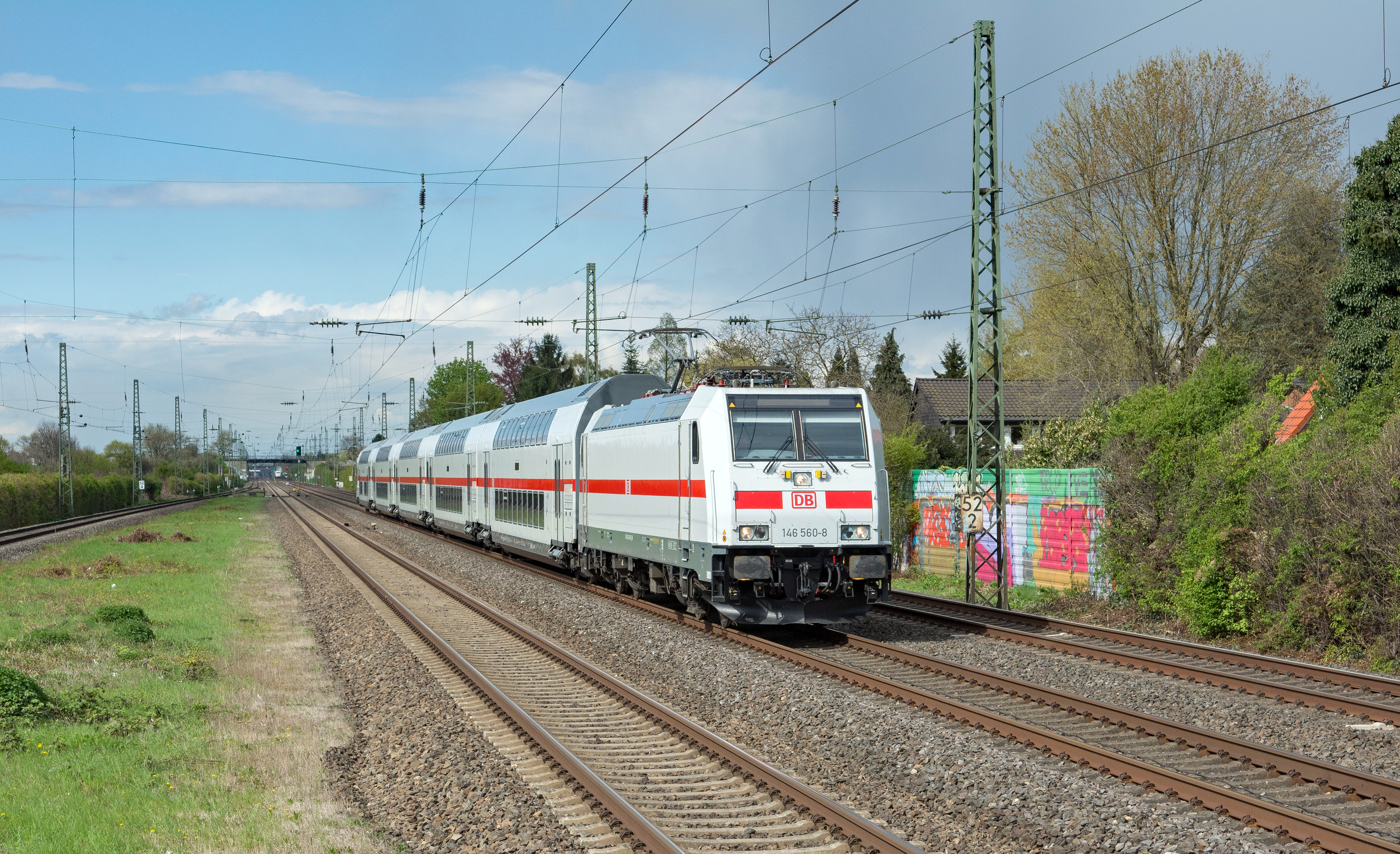
Ein IC der Linie 35 zwischen Duisburg und Düsseldorf

Zum Fahrplanwechsel im Dezember 2015 begann der Betrieb mit dem erstmaligen Einsatz der Doppelstock-Intercity-Züge – nun mit der Bezeichnung Intercity 2 (IC2) – auf der IC-Linie 56 (Cottbus/Leipzig – Hannover – Norddeich). Hier kommen bis heute ausschließlich Züge der ersten Serie zum Einsatz. Seit dem 20. März 2016 werden die Intercity-2-Züge auch auf der IC-Linie 35 (Koblenz – Köln – Münster – Norddeich) eingesetzt. Der Einsatz wurde aber zum Jahresfahrplan 2017 für ein bis zwei Jahre unterbrochen, weil die Fahrzeuge ab Dezember 2016 für die IC-Linie 55 (Dresden – Hannover – Köln) benötigt wurden, wo bereits seit dem 4. September 2016 ein Zugpaar mit Doppelstock-IC verkehrte. Fahrplanmäßig werden 18 Garnituren benötigt.
2016 gingen die ersten fünf Garnituren in Betrieb, Ende 2016 waren bereits 25 im Einsatz.
Die Instandhaltung der zuerst bestellten Züge von DB Fernverkehr erfolgt im ICE-Werk Leipzig, wo neue Werkstattkapazitäten geschaffen wurden. Zunächst war daran gedacht worden, die Intercity-Doppelstockwagen durch die DB-Regio-Tochter DB Verkehr GmbH zu betreiben und damit die bei DB Regio vorhandenen Instandhaltungskapazitäten für Doppelstockwagen auszulasten.
Nach Testfahrten im Mai 2017 verkehren die Züge seit dem 10. Dezember 2017 auch zwischen Stuttgart und Singen, wobei hier Züge der zweiten Serie zum Einsatz kommen. Da eine ETCS-Ausrüstung Voraussetzung für einen Einsatz im Schweizer Netz ist und den Bombardier-Zügen die Schweizer Zulassung nicht erteilt war, wurde deren Verkehr nach Zürich zunächst auf Ende 2020 verschoben und 2021 abgesagt. Bereits im Dezember 2019 wurde in der Presse über den alternativen Einsatz von Triebwagenzügen des Typs KISS für die durchgehende Verbindung berichtet.
Seit dem Fahrplanwechsel 2021/2022 werden die Doppelstock-Intercity-Züge auf der neuen IC-Linie 34 Frankfurt (Main)–Siegen–Dortmund(–Münster–Norddeich) eingesetzt.
Ab dem 9. Juni 2025 zum kleinen Fahrplanwechsel sollen die Bombardier-Doppelstockzüge wieder zwischen Stuttgart und Zürich verkehren und die zwischenzeitlich eingesetzten Stadler-Kiss-Züge ablösen. Mit dem Fahrplanwechsel im Dezember 2026 werden die für Nahverkehrstickets freigegebenen Fahrten der IC 34 Frankfurt – Münster eingestellt und Ersatzkonzepte im Nahverkehr eingerichtet.

### Kritik und Probleme
Eine Häufung von technischen Störungen, unter anderem an den Türen und der Fahrzeugsteuerung, sowie ein unangenehmes Wanken der Fahrzeuge auf bestimmten Streckenabschnitten machten Nachbesserungen an den Zügen der ersten Serie notwendig. Aus diesem Grund musste der ursprünglich für Februar 2016 geplante Einsatz der Fahrzeuge auf der IC-Linie 55 (Dresden – Hannover – Köln) auf Mitte Dezember 2016 verschoben werden. Zur Verringerung der Wankbewegungen wurden die Schwingungsdämpfer neu eingestellt, und alle Radsätze haben ein konischeres Profil zur Verringerung der Querbewegungen erhalten. Seit 19. Februar 2016 galt im Streckenabschnitt zwischen Halle (Saale) Hauptbahnhof und Leipzig-Mockau für IC 2 eine auf 120 km/h herabgesetzte Höchstgeschwindigkeit, die durch Auslassung des Haltes am Bahnhof Flughafen Leipzig/Halle kompensiert werden soll. Laut Angaben des Eisenbahn-Bundesamtes lagen im Zulassungsprozess alle Wankbewegungen innerhalb der zulässigen Werte. Medien berichteten von Fahrgästen, denen durch das Wanken des Zuges übel wurde.
Die Züge der zweiten Serie hingegen waren immer wieder von Ausfällen der Beleuchtung betroffen. Aufgrund von Problemen bei der Ausrüstung der Züge verkehrten die zusätzlichen Intercity-2-Züge nur bis Singen, wo aus diesem Grund ein Umstieg in einen IC mit Zulassung für das Schweizer Bahnnetz erfolgen musste. Auf der Linie Karlsruhe–Stuttgart–Nürnberg wurden die IC-2-Züge aufgrund von Softwareproblemen bei einem Teil der Garnituren der 2. Bauserie bis Ende März 2021 wieder durch Intercity 1-Züge ersetzt.
In der Presse werden IC2 dieses Typs sehr unterschiedlich bewertet. Einerseits wurde das Interieur und das Kinderabteil gelobt, andererseits aber auch fehlender Platz für das Gepäck sowie das damalige Fehlen von WLAN moniert. Andere Pressestimmen betitelten die Baureihe auch „ein schlechter Regionalexpress“.
Im Juni 2019 räumte die DB ein, dass die Zahl der Verspätungen und Zugausfälle auf der Verbindung von Stuttgart nach Nürnberg höher sei als der Bundesdurchschnitt, insbesondere nach der Umstellung auf IC-2-Züge.

## Stadler Kiss

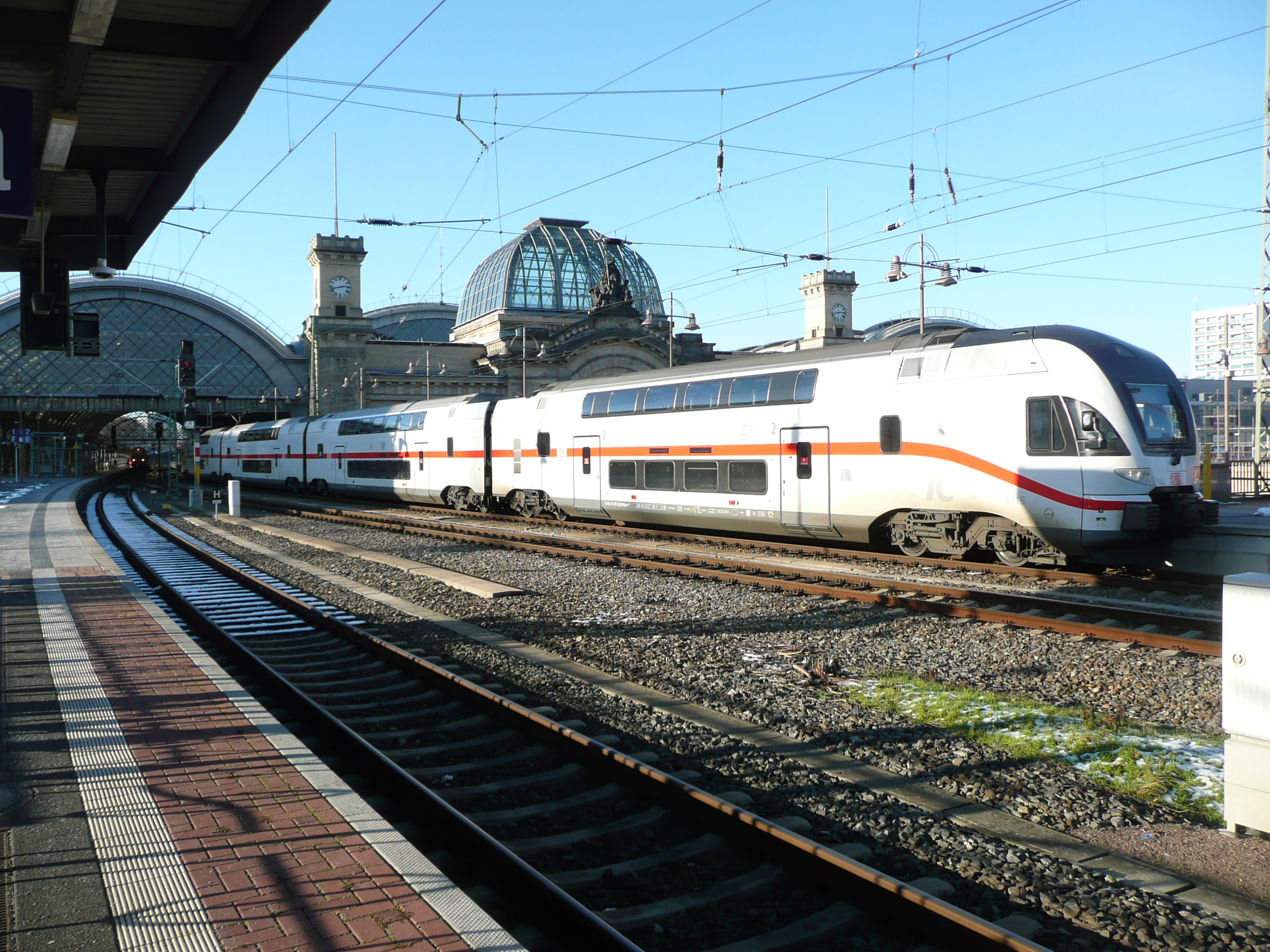
Ein IC2 der Linie Dresden – Berlin – Rostock in Dresden Hauptbahnhof

Im Jahr 2019 erwarb die Deutsche Bahn vom österreichischen Unternehmen Westbahn neun vierteilige Doppelstocktriebzüge des Typs Stadler KISS für den Intercity-Einsatz und ließ eine Neulackierung und einige wenige Modifikationen im Innenraum vornehmen, die aufgrund deutscher Vorschriften notwendig waren. Die Deutsche Bahn bezeichnete die Triebzüge auch als Intercity 2K. Sie erreichen eine Höchstgeschwindigkeit von 200 km/h. Der reguläre Einsatz begann am 8. März 2020 auf der Linie Rostock – Berlin – Dresden.
Vom dem Fahrplanwechsel im Dezember 2022 bis Juni 2025 wurden auch auf der IC-Linie 87 zwischen Stuttgart und Zürich von der Westbahn übernommene Stadler KISS eingesetzt. Die acht sechsteiligen Einheiten ersetzten die lokbespannten IC2-Doppelstockzüge, die in der Schweiz nicht zugelassen wurden und deshalb nur bis und ab Singen (Hohentwiel) verkehrten, wo ein Umstieg notwendig war.
Da Alstom, als Nachfolger von Bombardier, die ETCS-Erprobung mit Loks der Baureihe 147 mittlerweile erfolgreich absolviert und die Schweiz-Zulassung erhalten hat, konnte zum  Fahrplanwechsel am 9. Juni 2025 die Linie 87 von KISS zurück auf Twindexx-Züge umgestellt werden. Sie fahren seither durchgehend zwischen Zürich und Stuttgart.
Ab Januar 2025 bot die DB Fernverkehr die komplette KISS-Flotte zum Verkauf an. Als Gründe für den Verkauf wurden die zu niedrige Kapazität und die logistisch komplizierte, und teure Wartung in Wien angegeben. Im Mai gaben die Österreichischen Bundesbahnen ihren Zuschlag für den Kauf bekannt und kündigten einen Einsatz der acht sechsteiligen Einheiten ab spätestens Herbst 2025 als Railjet und der neun vierteiligen Einheiten ein Jahr später an.
Zwischenzeitlich war ein Einsatz der sechsteiligen Einheiten auf einigen Leistungen der IC-Linie 55 ab Juni 2025 geplant, wurde aber nach dem Verkauf der Einheiten nicht umgesetzt.

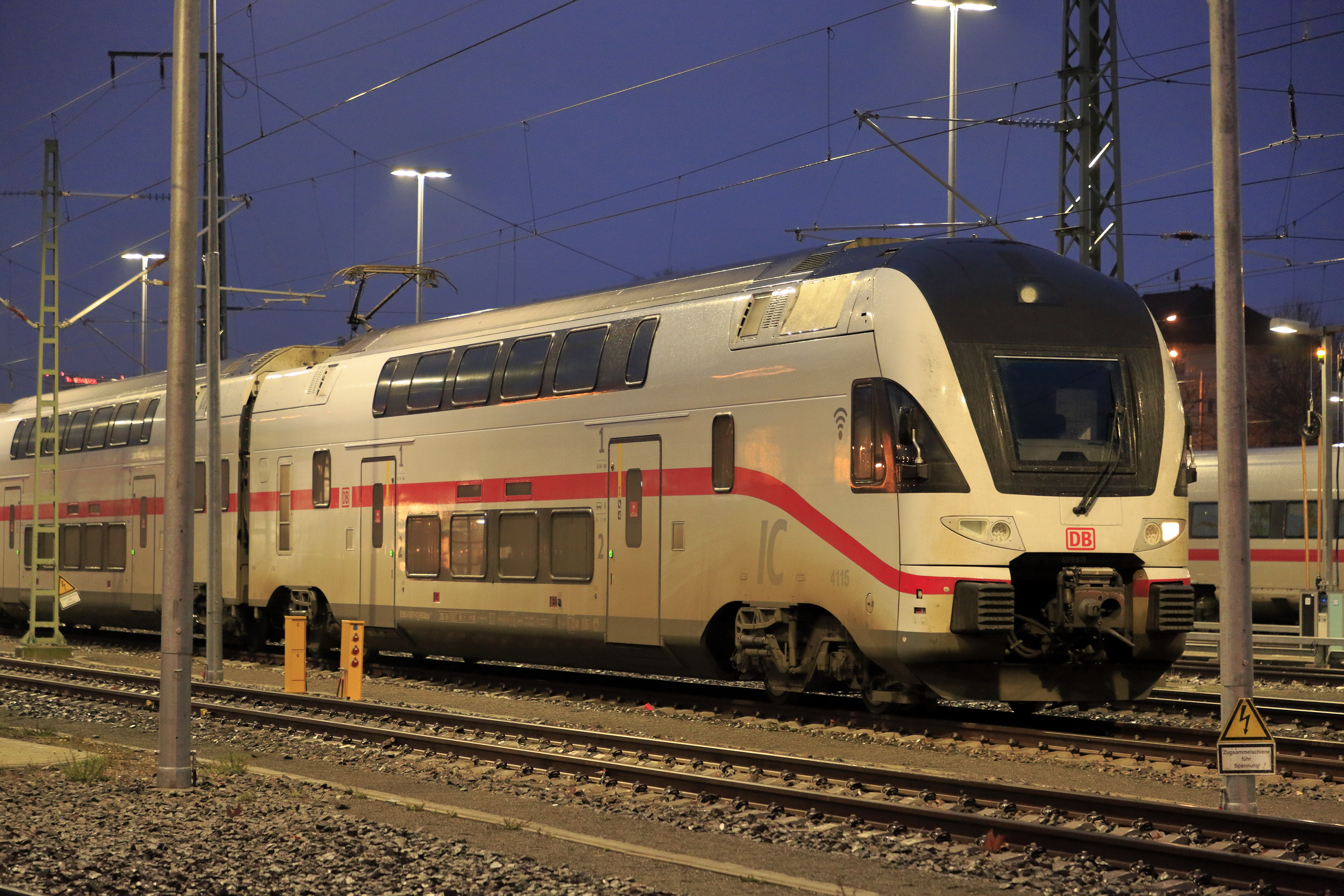
Stadler-KISS-Triebzug in Leipzig
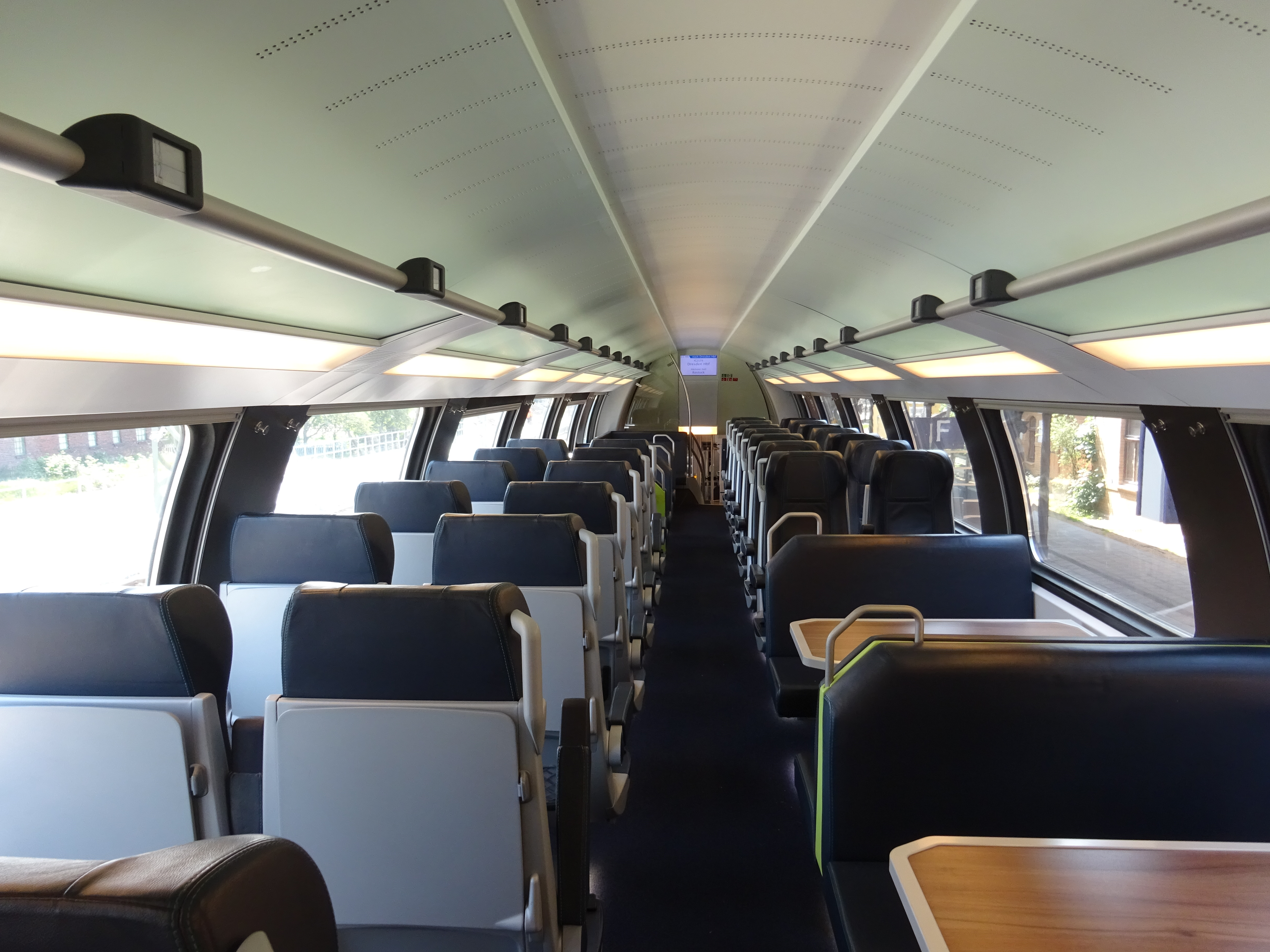
2. Klasse Oberstock
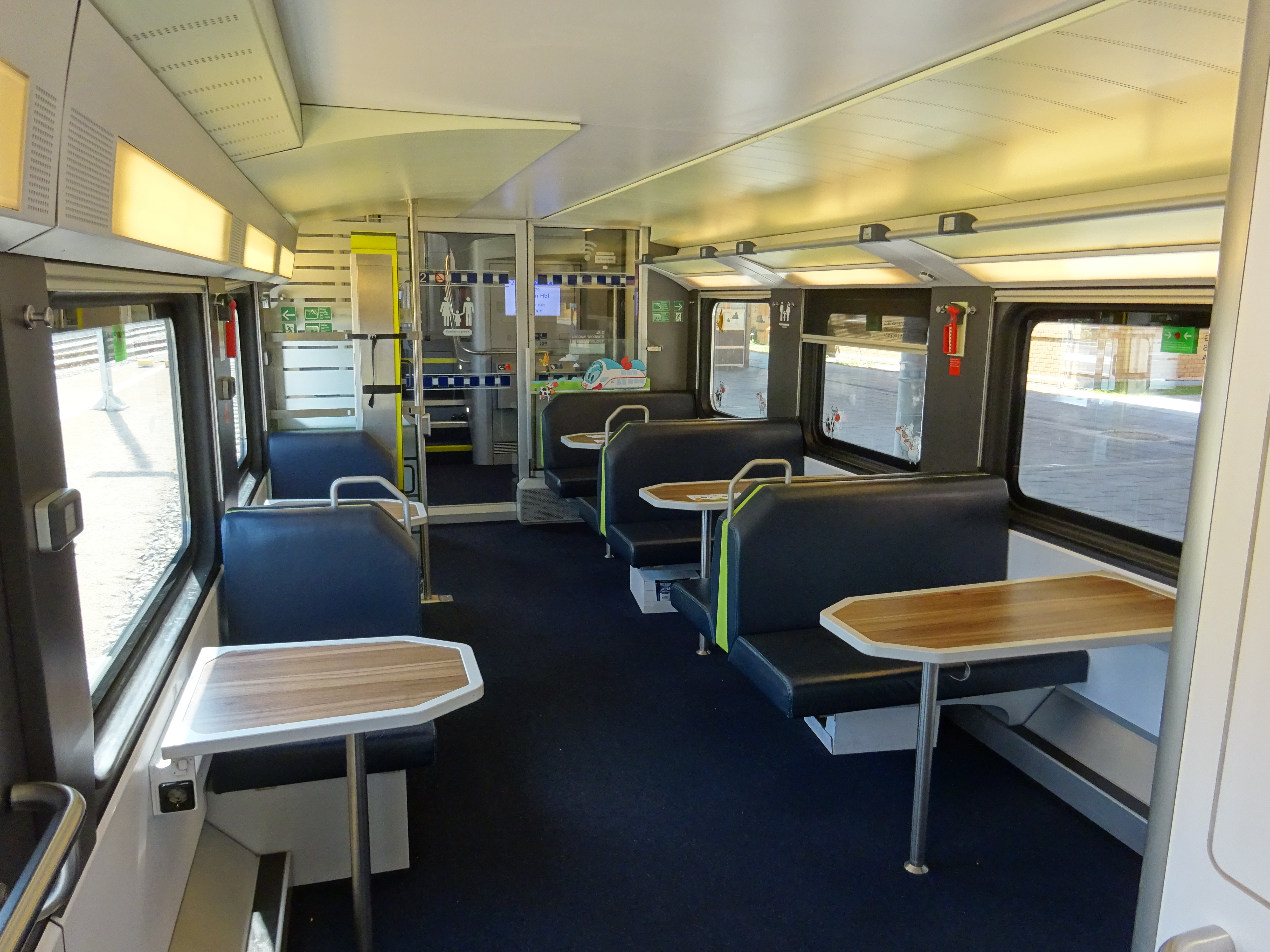
Familienbereich
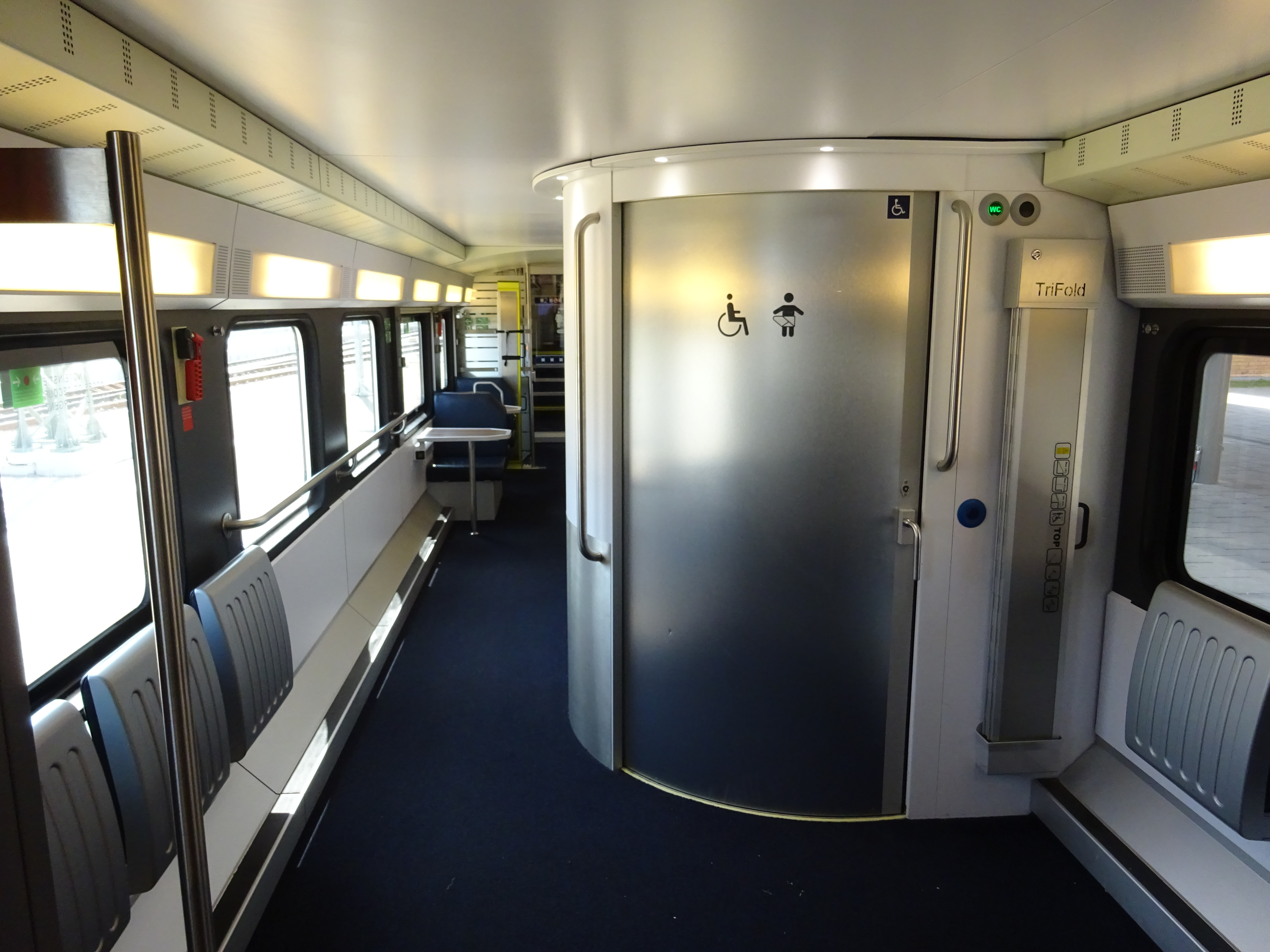
Barrierefreie Toilette

## Aktueller und geplanter Einsatz
| IC-Linie | Relation                                                                        | (geplanter) Einsatz | Frequenz                      | Bemerkungen Einzelnachweis                                                        |
| -------- | ------------------------------------------------------------------------------- | ------------------- | ----------------------------- | --------------------------------------------------------------------------------- |
| IC 17    | (Chemnitz –) Dresden – Berlin – Rostock – Warnemünde                            | unter Verkehr       | zweistündlich                 | Zum Einsatz kommen Stadler-Kiss-Triebzüge, zwei Zugpaare bis Chemnitz             |
| IC 17    | Wien – Passau – Nürnberg – Jena – Leipzig – Berlin – Rostock – Warnemünde       | unter Verkehr       | einzelnes nächtliches Zugpaar | gleichzeitig Fahrt ins Wartungszentrum Wien für Stadler-Kiss-Triebzüge            |
| IC 34    | Münster – Hamm – Dortmund/Unna – Siegen – Frankfurt(Main)                       | unter Verkehr       | 5 Zugpaare                    | [ 65 ]                                                                            |
| IC 35    | (Norddeich/Emden Außenhafen –) Emden – Münster – Düsseldorf – Köln              | unter Verkehr       | zweistündlich                 |                                                                                   |
| IC 55    | Dresden – Leipzig – Hannover – Köln – Koblenz – Mannheim – Stuttgart – Tübingen | unter Verkehr       | zweistündlich                 | Köln–Stuttgart seit Dezember 2022                                                 |
| IC 56    | Leipzig – Magdeburg – Hannover – Emden (– Norddeich/Emden Außenhafen)           | unter Verkehr       | zweistündlich                 | Referenzlinie, ein Zugpaar Norddeich–Cottbus                                      |
| IC 61    | Karlsruhe – Mühlacker – Stuttgart – Aalen – Nürnberg – Bamberg – Jena – Leipzig | unter Verkehr       | zweistündlich                 | Abschnitt Nürnberg – Leipzig 5 Zugpaare                                           |
| IC 87    | Stuttgart – Böblingen – Horb – Rottweil – Tuttlingen – Singen – Zürich          | unter Verkehr       | stündlich                     | seit 2025 mit lokbespannten Zügen, von 2022 bis 2025 mit Stadler-Kiss-Triebzügen  |
| IC 65    | Berlin – Dresden – Hof – Regensburg – München                                   |                     | –                             | frühestens nach der Elektrifizierung der Bahnstrecke zwischen Hof und Regensburg  |
| IC 66    | Bamberg – Würzburg – Stuttgart – Tübingen                                       | 2028                | –                             |                                                                                   |
| IC 62    | Saarbrücken – Stuttgart – Lindau                                                | 2029                | –                             |                                                                                   |
| IC 51    | Chemnitz – Gera – Erfurt – Kassel – Paderborn – Dortmund – Düsseldorf           | 2032                | –                             | frühestens nach der Elektrifizierung der Bahnstrecke zwischen Weimar und Gößnitz. |

## Liste der Wagenparks

### Twindexx
| Bauserie                                                                                           | Wagenpark (Nummer) | Steuerwagen | zugeteilte Lok | Namensgebung Bemerkung Unfälle |
| -------------------------------------------------------------------------------------------------- | ------------------ | ----------- | -------------- | --- |
| Erster Abruf (27 Wagenparks und 27 Loks)                                                           | 2850               | 86-81 850   | 146 554        | |
| Erster Abruf (27 Wagenparks und 27 Loks)                                                           | 2851               | 86-81 851   | 146 567        | |
| Erster Abruf (27 Wagenparks und 27 Loks)                                                           | 2852               | 86-81 852   | 146 574        | |
| Erster Abruf (27 Wagenparks und 27 Loks)                                                           | 2853               | 86-81 853   | 146 551        | Nationalpark Sächsische Schweiz |
| Erster Abruf (27 Wagenparks und 27 Loks)                                                           | 2854               | 86-81 854   | 146 562        | |
| Erster Abruf (27 Wagenparks und 27 Loks)                                                           | 2855               | 86-81 855   | 146 568        | |
| Erster Abruf (27 Wagenparks und 27 Loks)                                                           | 2856               | 86-81 856   | 146 569        | |
| Erster Abruf (27 Wagenparks und 27 Loks)                                                           | 2857               | 86-81 857   | 146 576        | |
| Erster Abruf (27 Wagenparks und 27 Loks)                                                           | 2858               | 86-81 858   | 146 577        | |
| Erster Abruf (27 Wagenparks und 27 Loks)                                                           | 2859               | 86-81 859   | 146 566        | |
| Erster Abruf (27 Wagenparks und 27 Loks)                                                           | 2860               | 86-81 860   | 146 558        | |
| Erster Abruf (27 Wagenparks und 27 Loks)                                                           | 2861               | 86-81 861   | 146 573        | |
| Erster Abruf (27 Wagenparks und 27 Loks)                                                           | 2862               | 86-81 862   | 146 570        | |
| Erster Abruf (27 Wagenparks und 27 Loks)                                                           | 2863               | 86-81 863   | 146 561        | |
| Erster Abruf (27 Wagenparks und 27 Loks)                                                           | 2864               | 86-81 864   | 146 552        | |
| Erster Abruf (27 Wagenparks und 27 Loks)                                                           | 2865               | 86-81 865   | 146 565        | Remstal Von Juni bis Juli 2021 mit Lok 146 554. |
| Erster Abruf (27 Wagenparks und 27 Loks)                                                           | 2866               | 86-81 866   | 146 564        | |
| Erster Abruf (27 Wagenparks und 27 Loks)                                                           | 2867               | 86-81 867   | 146 556        | |
| Erster Abruf (27 Wagenparks und 27 Loks)                                                           | 2868               | 86-81 868   | 146 553        | Nationalpark Niedersächsisches Wattenmeer |
| Erster Abruf (27 Wagenparks und 27 Loks)                                                           | 2869               | 86-81 869   | 146 559        | |
| Erster Abruf (27 Wagenparks und 27 Loks)                                                           | 2870               | 86-81 870   | 146 560        | |
| Erster Abruf (27 Wagenparks und 27 Loks)                                                           | 2871               | 86-81 871   | 146 555        | Leipziger Neuseenland |
| Erster Abruf (27 Wagenparks und 27 Loks)                                                           | 2872               | 86-81 872   | 146 557        | |
| Erster Abruf (27 Wagenparks und 27 Loks)                                                           | 2873               | 86-81 873   | 146 572        | |
| Erster Abruf (27 Wagenparks und 27 Loks)                                                           | 2874               | 86-81 874   | 146 571        | Oberer Neckar Die Lok 146 571 ist während Revisionsarbeiten im Betriebswerk Dessau entgleist und beschädigt worden. Der Wagenpark war 2021 abgestellt. |
| Erster Abruf (27 Wagenparks und 27 Loks)                                                           | 2875               | 86-81 875   | 146 563        | Magdeburger Börde |
| Erster Abruf (27 Wagenparks und 27 Loks)                                                           | 2876               | 86-81 876   | 146 575        | |
| Zweiter Abruf Nummern im Juni 2019 geändert von 2877–2893 in 4877–4893 (17 Wagenparks und 17 Loks) | 4877               | 86-81 877   | 147 580        | |
| Zweiter Abruf Nummern im Juni 2019 geändert von 2877–2893 in 4877–4893 (17 Wagenparks und 17 Loks) | 4878               | 86-81 878   | 147 570        | |
| Zweiter Abruf Nummern im Juni 2019 geändert von 2877–2893 in 4877–4893 (17 Wagenparks und 17 Loks) | 4879               | 86-81 879   | 147 571        | |
| Zweiter Abruf Nummern im Juni 2019 geändert von 2877–2893 in 4877–4893 (17 Wagenparks und 17 Loks) | 4880               | 86-81 880   | 147 579        | |
| Zweiter Abruf Nummern im Juni 2019 geändert von 2877–2893 in 4877–4893 (17 Wagenparks und 17 Loks) | 4881               | 86-81 881   | 147 561        | bespannt mit einer Lok aus der zweiten Lieferungsserie mit Schweizpaket |
| Zweiter Abruf Nummern im Juni 2019 geändert von 2877–2893 in 4877–4893 (17 Wagenparks und 17 Loks) | 4882               | 86-81 882   | 147 554        | bespannt mit einer Lok aus der zweiten Lieferungsserie mit Schweizpaket |
| Zweiter Abruf Nummern im Juni 2019 geändert von 2877–2893 in 4877–4893 (17 Wagenparks und 17 Loks) | 4883               | 86-81 883   | 147 557        | bespannt mit einer Lok aus der zweiten Lieferungsserie mit Schweizpaket |
| Zweiter Abruf Nummern im Juni 2019 geändert von 2877–2893 in 4877–4893 (17 Wagenparks und 17 Loks) | 4884               | 86-81 884   | 147 5xx        | bespannt mit einer Lok aus der zweiten Lieferungsserie mit Schweizpaket |
| Zweiter Abruf Nummern im Juni 2019 geändert von 2877–2893 in 4877–4893 (17 Wagenparks und 17 Loks) | 4885               | 86-81 885   | 147 559        | bespannt mit einer Lok aus der zweiten Lieferungsserie mit Schweizpaket |
| Zweiter Abruf Nummern im Juni 2019 geändert von 2877–2893 in 4877–4893 (17 Wagenparks und 17 Loks) | 4886               | 86-81 886   | 147 562        | bespannt mit einer Lok aus der zweiten Lieferungsserie mit Schweizpaket |
| Zweiter Abruf Nummern im Juni 2019 geändert von 2877–2893 in 4877–4893 (17 Wagenparks und 17 Loks) | 4887               | 86-81 887   | 147 563        | bespannt mit einer Lok aus der zweiten Lieferungsserie mit Schweizpaket |
| Zweiter Abruf Nummern im Juni 2019 geändert von 2877–2893 in 4877–4893 (17 Wagenparks und 17 Loks) | 4888               | 86-81 888   | 147 564        | bespannt mit einer Lok aus der zweiten Lieferungsserie mit Schweizpaket |
| Zweiter Abruf Nummern im Juni 2019 geändert von 2877–2893 in 4877–4893 (17 Wagenparks und 17 Loks) | 4889               | 86-81 889   | 147 565        | bespannt mit einer Lok aus der zweiten Lieferungsserie mit Schweizpaket Am 23. Januar 2020 ist dieser Wagenpark als Zugfahrt Intercity 2382 mit drei Mittelwagen bei der Einfahrt in dem Bahnhof Horb entgleist. Personen kamen nicht zu schaden, die entgleisten Fahrzeuge wurden leicht beschädigt. Der Zug wurde mittels Kran wieder aufgegleist. |
| Zweiter Abruf Nummern im Juni 2019 geändert von 2877–2893 in 4877–4893 (17 Wagenparks und 17 Loks) | 4890               | 86-81 890   | 147 552        | bespannt mit einer Lok aus der zweiten Lieferungsserie mit Schweizpaket |
| Zweiter Abruf Nummern im Juni 2019 geändert von 2877–2893 in 4877–4893 (17 Wagenparks und 17 Loks) | 4891               | 86-81 891   | 147 566        | bespannt mit einer Lok aus der zweiten Lieferungsserie mit Schweizpaket |
| Zweiter Abruf Nummern im Juni 2019 geändert von 2877–2893 in 4877–4893 (17 Wagenparks und 17 Loks) | 4892               | 86-81 892   | 147 553        | bespannt mit einer Lok aus der zweiten Lieferungsserie mit Schweizpaket |
| Zweiter Abruf Nummern im Juni 2019 geändert von 2877–2893 in 4877–4893 (17 Wagenparks und 17 Loks) | 4893               | 86-81 893   | 147 567        | Bodetal bespannt mit einer Lok aus der zweiten Lieferungsserie mit Schweizpaket |
| Dritter Abruf (26 Wagenparks und 26 Loks)                                                          | 4894               | 86-81 894   | 147 569        | War Oktober/November 2019 zu ETCS-Zulassungsfahrten in der Schweiz mit Lok 147 558 aus der zweiten Serie unterwegs. |
| Dritter Abruf (26 Wagenparks und 26 Loks)                                                          | 4895               | 86-81 895   | 147 568        | bespannt mit einer Lok aus der zweiten Lieferungsserie mit Schweizpaket |
| Dritter Abruf (26 Wagenparks und 26 Loks)                                                          | 4896               | 86-81 896   | 147 590        | War Oktober/November 2019 zu ETCS-Zulassungsfahrten in der Schweiz mit Lok 147 560 aus der zweiten Serie unterwegs. |
| Dritter Abruf (26 Wagenparks und 26 Loks)                                                          | 4897               | 86-81 897   | 147 583        | War April/Mai 2022 für Doppeltraktionstestfahrten mit Lok 147 592 unterwegs. |
| Dritter Abruf (26 Wagenparks und 26 Loks)                                                          | 4898               | 86-81 898   | 147 581        | Lahntal |
| Dritter Abruf (26 Wagenparks und 26 Loks)                                                          | 4899               | 86-81 899   | 147 572        | |
| Dritter Abruf (26 Wagenparks und 26 Loks)                                                          | 4900               | 86-81 900   | 147 573        | |
| Dritter Abruf (26 Wagenparks und 26 Loks)                                                          | 4901               | 86-81 901   | 147 574        | |
| Dritter Abruf (26 Wagenparks und 26 Loks)                                                          | 4902               | 86-81 902   | 147 575        | |
| Dritter Abruf (26 Wagenparks und 26 Loks)                                                          | 4903               | 86-81 903   | 147 576        | |
| Dritter Abruf (26 Wagenparks und 26 Loks)                                                          | 4904               | 86-81 904   | 147 577        | |
| Dritter Abruf (26 Wagenparks und 26 Loks)                                                          | 4905               | 86-81 905   | 147 578        | |
| Dritter Abruf (26 Wagenparks und 26 Loks)                                                          | 4906               | 86-81 906   | 147 591        | |
| Dritter Abruf (26 Wagenparks und 26 Loks)                                                          | 4907               | 86-81 907   | 147 589        | |
| Dritter Abruf (26 Wagenparks und 26 Loks)                                                          | 4908               | 86-81 908   | 147 586        | |
| Dritter Abruf (26 Wagenparks und 26 Loks)                                                          | 4909               | 86-81 909   | 147 582        | War April/Mai 2022 für Doppeltraktionstestfahrten unterwegs. |
| Dritter Abruf (26 Wagenparks und 26 Loks)                                                          | 4910               | 86-81 910   | 147 585        | |
| Dritter Abruf (26 Wagenparks und 26 Loks)                                                          | 4911               | 86-81 911   | 147 588        | |
| Dritter Abruf (26 Wagenparks und 26 Loks)                                                          | 4912               | 86-81 912   | 147 584        | |
| Dritter Abruf (26 Wagenparks und 26 Loks)                                                          | 4913               | 86-81 913   | 147 587        | |
| Dritter Abruf (26 Wagenparks und 26 Loks)                                                          | 4914               | 86-81 914   | 147 592        | |
| Dritter Abruf (26 Wagenparks und 26 Loks)                                                          | 4915               | 86-81 915   | 147 593        | erster Fahrgasteinsatz am 15. Januar 2025 als IC 2162 zwischen Leipzig und Karlsruhe |
| Dritter Abruf (26 Wagenparks und 26 Loks)                                                          | 4916               | 86-81 916   | 147 555        | |
| Dritter Abruf (26 Wagenparks und 26 Loks)                                                          | 4917               | 86-81 917   | 147 556        | |
| Dritter Abruf (26 Wagenparks und 26 Loks)                                                          | 4918               | 86-81 918   | 147 558        | Verbleib vorerst beim Hersteller zum Test für ETCS-Umbau |
| Dritter Abruf (26 Wagenparks und 26 Loks)                                                          | 4919               | 86-81 919   | 147 560        | Verbleib vorerst beim Hersteller zum Test für ETCS-Umbau |

### KISS
| Bauserie                                 | Wagenpark (Nummer) | Steuerwagen | Namensgebung Bemerkung Unfälle |
| ---------------------------------------- | ------------------ | ----------- | --- |
| Stadler Kiss 2 sechsteilig (8 Triebzüge) | 4101               | 4010 001    | |
| Stadler Kiss 2 sechsteilig (8 Triebzüge) | 4102               | 4010 002    | Naturpark Schönbuch |
| Stadler Kiss 2 sechsteilig (8 Triebzüge) | 4103               | 4010 003    | Allgäu |
| Stadler Kiss 2 sechsteilig (8 Triebzüge) | 4104               | 4010 004    | |
| Stadler Kiss 2 sechsteilig (8 Triebzüge) | 4105               | 4010 005    | |
| Stadler Kiss 2 sechsteilig (8 Triebzüge) | 4106               | 4010 006    | |
| Stadler Kiss 2 sechsteilig (8 Triebzüge) | 4107               | 4010 007    | |
| Stadler Kiss 2 sechsteilig (8 Triebzüge) | 4108               | 4010 008    | Hegau |
| Stadler Kiss 2 vierteilig (9 Triebzüge)  | 4109               | 4110 009    | |
| Stadler Kiss 2 vierteilig (9 Triebzüge)  | 4110               | 4110 010    | |
| Stadler Kiss 2 vierteilig (9 Triebzüge)  | 4111               | 4110 011    | Gäu |
| Stadler Kiss 2 vierteilig (9 Triebzüge)  | 4112               | 4110 012    | Testfahrzeug in Westbahn-Farbgebung für Erprobung neuer ETCS-Geräte und Verlängerung auf 6 Wagen Seit August 2021 ebenfalls in DB-Farbgebung im Fahrgasteinsatz |
| Stadler Kiss 2 vierteilig (9 Triebzüge)  | 4113               | 4110 013    | |
| Stadler Kiss 2 vierteilig (9 Triebzüge)  | 4114               | 4110 014    | Dresden Elbland |
| Stadler Kiss 2 vierteilig (9 Triebzüge)  | 4115               | 4110 015    | |
| Stadler Kiss 2 vierteilig (9 Triebzüge)  | 4116               | 4110 016    | |
| Stadler Kiss 2 vierteilig (9 Triebzüge)  | 4117               | 4110 017    | Mecklenburgische Ostseeküste |